# Berghia coerulescens
Berghia coerulescens, de nom vulgar bergia blavosa, és una espècie de mol·lusc nudibranqui marí pertanyent a la familia eolidiídis i descrita per primer cop, el 1832, pel zoòleg i paleontòleg francès Charles Léopold Laurillard. És l'espècie tipus del gènere Berghia que és un gènere que commemora el malacòleg Rudolph Bergh.

## Distribució i ecologia
Es considera una espècie amfiatlàntica. Es troba a les aigües d'Europa incloent Espanya i Portugal, així com al Carib i a Jamaica. A Catalunya aquesta espècie es pot observar des de Cadaqués fins a Tossa de Mar. Viu aproximadament a un metre de fondària.

## Descripció
Pot arribar a fer entre 40 i 70 mm